# Иван Терзиев (режисьор)
Вижте пояснителната страница за други личности с името Иван Терзиев.
Иван Димитров Терзиев е български режисьор, професор в НАТФИЗ „Кр. Сарафов“.

## Биография
Иван Терзиев е роден на 11 февруари 1934 г. в град Ловеч. Средно образование завършва в Народна мъжка гимназия „Христо Кърпачев“ (Ловеч) с отличен успех, като е първенец на випуск 1951 г. Завършва актьорско майсторство във ВИТИЗ „Кръстьо Сарафов“ (1958) и кинорежисура във ВГИК Москва (1966).
Като актьор в Плевенския театър се включва в работата на основания в града киноклуб „ПЛЕВЕНФИЛМ“, където заснима 2 новели като сценарист и режисьор: „Пътища и параграфи“ получава Голямата награда на I кинолюбителски фестивал (1960). На следващия фестивал (1962) голямата награда е вече Златен медал и той е присъден на „Големите и малките“. Филмът е изпратен на IV Световен младежки фестивал в Хелзинки и там е отличен с втори Златен медал. Тези изяви на кинолюбителя Иван Терзиев, квалифицирани като „принос в утвърждаването и развитието на кинолюбителството у нас“, стават причина Федерацията за алтернативно кино да отбележи неговия 70-годишен юбилей с Почетен диплом. С филма „Големите и малките“ той се явява на обявения в София конкурс за специалността „кинорежисура“ във ВГИК. Класира се на първо място и заминава за Москва. Дипломната му работа, филмът „Фьодор Грай“, получава Гран-при и награда за мъжка роля на фестивала ВГИК 66.
В десетилетието, последвало „Селцето“, прави 2 безуспешни опита за игрални филми. Това го принуждава да се обърне към „кратките форми“. Като сценарист и режисьор заснима 7 новели и няколко късометражни документални филми в тогавашната студия „Спектър“. След 1989 г. написва сценарий за документален филм с работно заглавие „Апокрифи“, а темата е „забранените по времето на социализма филми“, с който кандидатства безуспешно на две от сесиите на Националния филмов център.
В НАТФИЗ „Кр. Сарафов“ е професор, художествен ръководител на класове по „кинорежисура“ (4 класа); „режисура на монтажа“ (4 класа); „актьорство за кино и ТВ“ (3 класа). Паралелно с това ръководи едногодишни школи по „кинорежисура“ и „актьорство за кино и ТВ“. Поканван да изнесе цикъл от лекции в НБУ и Югозападния университет „Неофит Рилски“; СИФ „Бояна“; БНТ; Студия за научно-популярни и документални филми; филмови студии „Време“ и „Екран“.
Умира на 28 февруари 2021 година.

## Филмография
Документални
- „Среща с равнодушието“ (1970)
- „Широка лъка и света“ (1973)

Игрални
- „Г-н Никой“ (1969) – награда за мъжка роля на фестивала във Варна;
- „Мъже без работа“ (1972) – награда на Комсомола и награда за мъжка роля на фестивала във Варна; награда Жорж Садул – Париж.
- „Силна вода“ (1976) – награда на кинокритиката и награда за мъжка роля на фестивала във Варна, специална награда – Локарно. Селекциониран е за ФЕСТ 77 в Белград – 100-те най-добри филма от световната годишна кинопродукция.
- „Селцето“ (1980) - сериал, който 10 години чака своята премиера. Киновариантът на филма е селекциониран за програмата „особен поглед“ на фестивала в Кан (1986).

## Отличия
Удостоен със Златен медал от Министерството на просветата и културата във връзка с честването на 24 май 1974 г.
Награда Златен медал от община Ловеч при честването Деня на град Ловеч – (10 май 2014).
Носител на орден „Кирил и Методий“ I степен (23 май 1977) и огърлие (22 юли 2020).